# サンフランシスコ (原子力潜水艦・初代)
|          |                                                   |
| 艦歴     |                                                   |
| 発注     | 1975年8月1日                                      |
| 起工     | 1977年5月26日                                     |
| 進水     | 1979年10月27日                                    |
| 就役     | 1981年4月24日                                     |
| 退役     | 2017年5月11日                                     |
| その後   | 繫留訓練艦への艦種変更中                          |
| 母港     | バージニア州ノーフォーク                          |
| 性能諸元 |                                                   |
| 排水量   | 満載：6,145 トン、基準：5,759 トン                |
| 全長     | 110.3 m (362 ft)                                  |
| 全幅     | 10 m (33 ft)                                      |
| 喫水     | 9.7 m (32 ft)                                     |
| 最大速   | 水上25 kt (46 km/h)、水中30+ kt (56 km/h)         |
| 潜行深度 | 290 m (950 ft)                                    |
| 機関     | S6G reactor 1基                                   |
| 乗員     | 士官12名、兵員115名                               |
| モットー | Oro en Paz, Fierro en Guerra (平和に金、戦争に鉄) |
|          |                                                   |

サンフランシスコ（USS San Francisco, SSN-711）は、アメリカ海軍のロサンゼルス級原子力潜水艦の24番艦。艦名はカリフォルニア州サンフランシスコに因んで命名された。その名を持つ艦としてはニューオーリンズ級重巡洋艦5番艦(CA-38)以来3隻目。

## 艦歴
サンフランシスコは1975年8月1日にバージニア州ニューポート・ニューズのニューポート・ニューズ造船所に建造発注され、1977年5月26日に起工した。1979年10月27日にロバート・Y・コーフマン夫人によって命名、進水し、1981年4月24日に艦長J・アレン・マーシャル中佐の指揮下就役する。
就役後の公試航海に引き続いて、サンフランシスコは太平洋艦隊潜水艦部隊に合流し、母港の真珠湾に移動する。サンフランシスコは第7艦隊で1982年、85年、86年に配備を完了し、1986年および88年に様々な作戦に参加、1985年と88年には第7潜水戦隊で戦闘効率賞を受賞した。
サンフランシスコは1989年から1990年まで真珠湾で近代化改修が行われ、その後1992年、94年には西太平洋へ配備された。1994年にはその戦術行動における優秀性で部隊勲功章を受章した。
2002年12月18日にサンフランシスコは新たな母港のアプラ港（グアム）に到着した。

### 衝突事故
2005年1月8日の02:00頃にサンフランシスコはグアム南方560kmの海域で海山に衝突した。サンフランシスコは500フィートの深さを35ノットの速度で航行中であった。衝突の衝撃は激しく、船体は大きく損傷した。前部バラストタンクが破裂し、浮力は大きく低下した。23名の乗組員が負傷し、機関兵のジョセフ・アラン・アシュレイは頭部外傷のため1月9日に死亡した。サンフランシスコはバラストタンクとソナードームを激しく破損したが、船体内部への損傷はなく、原子炉への影響もなかった。サンフランシスコは浮上し、ガルベストン・アイランド (USCGC Galveston Island, WPB-1349) 、ストックハム (USNS Stockham, T-AK-3017) 、キスカ (USNS Kiska, T-AE-35) に伴われ、MH-60S ナイトホーク哨戒ヘリコプターおよびP-3 オライオン哨戒機が警戒飛行する中1月10日にグアムに到着した。海軍は直ちに「他の潜水艦および水上艦がサンフランシスコに衝突した可能性はない」と発表した。その後乾ドックでサンフランシスコは検査が行われ、海図中に表示された海山に衝突したことが明らかになった。
サンフランシスコ艦長のケヴィン・ムーニー中佐は事故原因調査の間、グアムで配置換えされた。調査が完了すると、ムーニー中佐はその良好な経歴にもかかわらず、「いくつかの重大な航法および航海立案手続き」をサンフランシスコで行っていなかったことが明らかになった。そのため、海軍はムーニー中佐を解任し、司法外の懲戒を行った（彼は告発されず、軍法会議は行われなかった）。乗組員6名も、懲戒審査会の聴聞で職務怠慢と艦を危険にさらしたとして降格および懲戒が行われた。事故後の乗組員の活動に対しては、20名の士官および兵が賞賛状、海軍海兵隊功績メダル、海軍海兵隊賞賛メダル、および勲功メダルを受章した。
サンフランシスコが衝突した海山は、当時艦で使用していた海図には表示されていなかった。しかし、他の海図には「変色した海水」が表示され、それは海山の存在を示していた。海軍は海山に関する情報が海図に移されていなければならなかったと決定した。そして、それが行われていなかったことは適切な手続きが行われていなかったことを表した。
サンフランシスコは最近核燃料を交換し、2017年まで現役にあることを期待されたが、そのために海軍は艦を修理するのが最善であると決定した。サンフランシスコは本格修理のためピュージェット・サウンド海軍造船所入りすることとなった。浮力を改善するためグアムで応急修理が行われ、真珠湾経由でピュージェット・サウンド海軍造船所に向かい、2005年8月26日に到着した。
サンフランシスコは艦首部分を大きく破損し、気密室もゆがんでいたため、前部区画の一部は2006年に退役したホノルル (USS Honolulu, SSN-718) のものと交換された。これは、ホノルルの原子炉オーバーホール費用が1億7千万ドルと見積もられたのに対し、サンフランシスコの前部区画の交換は7900万ドルで済むと見積もられたためである。

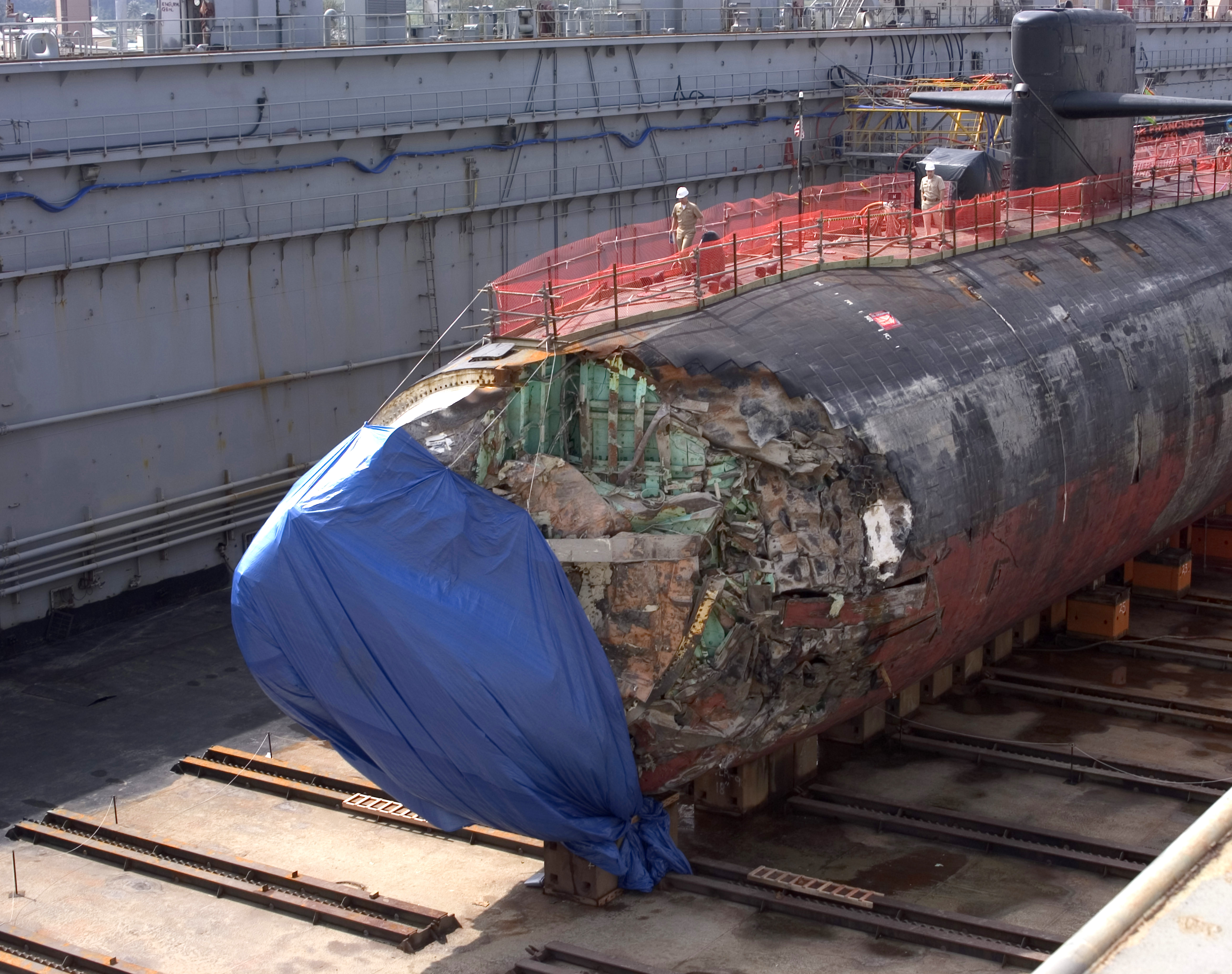
乾ドックのサンフランシスコ

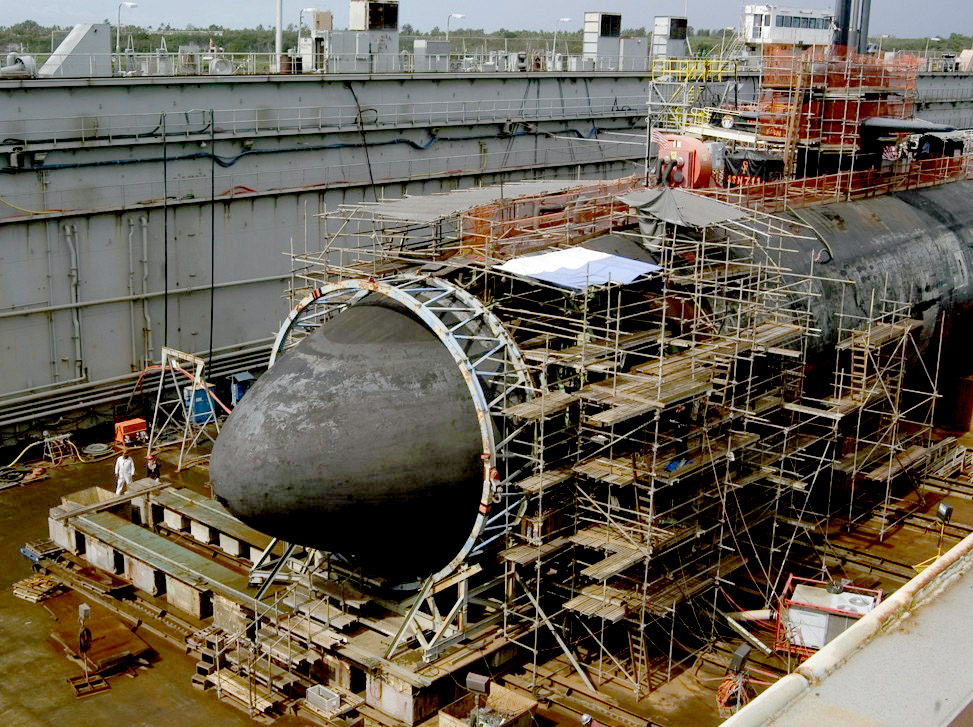
ピュージェット・サウンド海軍造船所に回航するための応急修理が行われた後の状態。2005年5月。

2008年10月10日に前部区画の交換工事が無事完了し、サンフランシスコはドックを出渠した。この工事では、ホノルルからバラストタンクとソナードームを含む500トン以上の区画がサンフランシスコに移植された。2009年4月に修理作業が完工して海上公試が行われ、母港はカリフォルニア州サンディエゴのポイント・ロマ海軍基地に移った。

### 艦種転換
サンフランシスコは、2016年10月にジェフ・ユルゲンス中佐の指揮の下、最後の哨戒活動を終えてポイント・ロマに帰港した。艦種転換に向けて母港はノーフォークに変更され、2016年11月4日に退役式典が行われた。今後はカリフォルニア州チャールストンにある海軍原子力訓練コマンド隷下の原子力学校において繫留訓練艦として運用される予定である。